# Hilorama (arte con hilos tensados)
Historia
El hilorama o también conocido en inglés como String Art, surge a finales del siglo XIX como una manera de hacer más comprensible la teoría de las matemática mediante el trazo de figuras geométricas sobre las “Cartas de Boole” llamadas así en honor a su creadora Mary Everest Boole, fue hasta la década los años sesenta cuanto se popularizó gracias a los libros y kits de aprendizaje.
El hilorama es una técnica que se caracteriza por la utilización de hilos de colores, cuerdas o alambres tensados que se enrollan alrededor de un conjunto de clavos para formar figuras geométricas, abstractas u otros tipos de representaciones. Este procedimiento se suele llevar a cabo sobre una base de madera pintada o tapizada,  y con él se puede reproducir cualquier idea.
Generalmente, aunque las figuras están formadas por líneas rectas, los diferentes ángulos y posiciones en el que los hilos se cruzan pueden dar la apariencia de las Curvas de Bézier. Otras formas de este arte de cuerda incluyen el estilo Spirelli, utilizado normalmente para la realización de tarjetas y álbumes de recortes, entre otros objetos.
La URDIRAÑA, vocablo recreado por la poeta riojana María Arguello, ligando los conceptos de la urdimbre (del telar y la tela que fabrica la araña). La técnica nace, cuando allá por los años 1968-1969, sobre una cara de una caja de cartón: alfileres, hilo zigzag y formando una figura para luego, colocar un alfiler al lado del otro, y de esta manera, empezar a cruzar el hilo hasta lograr cruces y ,donde se le da cuerpo a la figura elegida. Esta, es una de las formas en que destacamos el impulso artístico el cual es inherente a la condición humana; que desde los albores de la humanidad los hombres fueron dejando la impronta de este modo de ser  todos los utensilios y objetos que usan en el diario vivir. De tal suerte, el deseo de embellecer todas las cosas nos lleva a realizar nuestro pequeño mundo. En la que el arte es una codificación de determinados lenguajes con un propósito de belleza. El hilo es un sujeto inusual para conseguir un objeto visual; de honda y poderosa belleza, su gestión dentro de parámetros totalmente  que involucran a la plástica. Esta, es una creación abierta, universal y latinoamericana.    
Artistas más reconocidos en el arte del Hilorama (String Art)
- Luis Lira
- Ben Koracevic
- Zenyk Palagniuk
- Kumi Yamashita
- Debbie Smyth